# Phyllophoraceae
Phyllophoraceae, porodica crvenih algi koja pripada redu Gigartinales. Postoji 18 rodova sa 134 priznate vrste

## Rodovi
1. Acletoa M.S.Calderon & S.M.Boo 1
2. Ahnfeltiopsis P.C.Silva & DeCew 28
3. Archestenogramma C.W.Schneider, Chengsupanimit & G.W.Saunders 2
4. Asterfilopsis M.S.Calderon & S.M.Boo 4
5. Besa Setchell 6
6. Coccotylus Kützing 4
7. Erythrodermis Batters 3
8. Fredericqia Maggs, L.Le Gall, Mineur, Provan & G.W.Saunders 3
9. Gymnogongrus C.Martius 31
10. Lukinia Perestenko 1
11. Mastocarpus Kützing 15
12. Ozophora J.Agardh 4
13. Petrocelis J.Agardh 2
14. Petroglossum Hollenberg 3
15. Phyllophora Greville 12
16. Phyllophorella M.S.Calderón & S.M.Boo 3
17. Schottera Guiry & Hollenberg 3
18. Stenogramma Harvey 9